# John Sparrow David Thompson
John Sparrow David Thompson (10 de noviembre de 1845-12 de diciembre de 1894) fue un abogado, juez y político y canadiense que sirvió como cuarto primer ministro del país, entre el 1892 y su muerte, el 1894.